# Punta Campanella
Punta Campanella is een kaap in de Italiaanse regio Campania. Het is het westelijkste punt van het schiereiland van Sorrento. Het is ook een beschermd zeereservaat dat in 1997 werd opgericht onder de naam area naturale marina protetta Punta Campanella. De kaap ligt tussen de kust van Sorrento en Amalfi, tussen de Golf van Napels en de Golf van Salerno. Het beschermde reservaat strekt zich uit over een gebied in zee van meer dan 1500 hectare, tussen de gemeenten Massa Lubrense en Positano en beschermt ongeveer 40 km kustlijn en de zee ervoor. Het is geclassificeerd als een speciaal beschermd gebied van mediterraan belang.

## Het gebied
Punta Campanella is de uiterste uitloper van het schiereiland van Sorrento aan de Italiaanse Tyrreense kust. Het valt binnen de gemeenten Massa Lubrense en Positano, aan de Amalfikust.
Punta Campanella wordt van Bocca Piccola gescheiden door het eiland Capri. Het wordt overzien door de 497 meter hoge berg San Costanzo, die deel uitmaakt van de Monti Lattari, en in het oosten wordt het begrensd door de baai van Jeranto.

### Zeebodem
Het beschermde zeereservaat 'Punta Campanella' wordt gekenmerkt door de kalkstenen kliffen die afdalen in zee, waardoor rotswanden ontstaan die tot een diepte van 50 m en meer reiken. Aan de voet van de kliffen wordt het onderwaterlandschap gekenmerkt door wadden, die ook typerend zijn voor de rest van de Golf van Napels. De aanwezigheid van steile kliffen laat weinig ruimte over voor stranden en zachte onderwaterhellingen, zodat de lokale fotofiele flora en fauna zeer schaars is (beperkt tot de eerste 5-10 m), terwijl schaduwtolerante organismen die gewoonlijk op grotere diepten worden aangetroffen al op enkele meters van het oppervlak verschijnen.
Onder de schaduwtolerante planten die aanwezig zijn op de rotsachtige zeebodem van de kaap zijn roodwieren (Peyssonnelia sp.), enkele mesofiele (Mesophyllum sp.) en Jania rubens. Coralligenen vormen de meest overvloedige populatie in het mariene milieu en bedekken de rotsen in overlappende lagen van verschillende soorten. De typische soort in het gebied was bloedkoraal, maar dit werd in de 19e en 20e eeuw in het gebied vernietigd door de visserij. Er zijn ook talloze soorten sponzen, hydroïdpoliepen, mosdiertjes en wormen van het geslacht Serpula. Bloemdieren komen ook veel voor. Bloemdieren zijn ook wijdverspreid op het schiereiland van Sorrento; er komen rifkoralen, hoornkoralen en Zoantharia voor.

## Geschiedenis
Punta Campanella werd door de Grieken het schiereiland Athenaion genoemd. De Grieken bouwden er een tempel voor de godin Pallas Athena, het Athenaion, waarvan de mythische stichting wordt toegeschreven aan Odysseus, hoewel het schiereiland tot de Romeinse tijd onder controle stond van de Samnieten. De Romeinen cultiveerden de godin Minerva op deze plek.
De aanwezigheid van de tempel wordt bevestigd door literaire bronnen: we weten dat in 172 v. Chr. het college van decemvirs in Rome verordende dat, om boete te doen voor bepaalde wonderen, offers niet alleen op het Capitool moesten worden gebracht, maar ook in Campanië bij de tempel van Minerva. De tempel komt ook voor in de Tabula Peutingeriana en Titus Livius maakt melding van zijn faam in de stad Rome. Wat de archeologie betreft, zijn de ruïnes die nog steeds zichtbaar zijn rond de Saraceense toren naar alle waarschijnlijkheid de overblijfselen van de kelder van een tempel ten zuiden van de toren; verder naar beneden, uit de kloof, aan de voet van de rotsachtige overhang, werd niet veel jaren geleden een inscriptie in Oscaanse taal gevonden die direct in de rots was gekerfd, verwijzend naar de Templum Minervae hierboven; Bovendien zijn de vondsten in het gebied van fragmenten aardewerk, munten en figuratief terracotta uit de pre-Romeinse periode zeker afkomstig van een votiefschrijn, hoogstwaarschijnlijk verwijzend naar het heiligdom van Athena. In ieder geval blijft het debat over de locatie van het heiligdom van Minerva op Punta Campanella open. De overblijfselen van vijf terrassen ten noorden van de toren kunnen hoogstwaarschijnlijk worden toegeschreven aan een villa die, gezien de ligging (de Villa Iovis van Capri ligt er recht tegenover), keizerlijk bezit moet zijn geweest. Van dit complex is weinig overgebleven door blootstelling aan atmosferische invloeden en vooral door de verschillende constructies die elkaar op deze plek hebben opgevolgd: wachttoren, vuurtoren met aangebouwde wachterswoning, een nieuwe automatische vuurtoren gebouwd in de jaren 70, batterijen geplaatst door de Fransen ten tijde van Murat om te voorkomen dat de Britten op Capri zouden landen.
Tegenwoordig staat op de kaap de Toren van Minerva, gebouwd door Robert van Anjou in 1334 en herbouwd in 1566. De toren had een alarmfunctie in geval van Saraceense aanvallen en maakte deel uit van een reeks wachttorens die langs het hele schiereiland van Sorrento werden gebouwd. Op de toren werd een bel geluid in geval van alarm en dit is waarschijnlijk de oorsprong van de naam Punta Campanella.

## Legenden
De kaap van Minerva werd in de oudheid beschouwd als de thuisbasis van de Sirenen. Volgens een middeleeuwse legende hadden de Saracenen, die in Sorrento waren geland, alles uit de kerk van St Antonino Abt geplunderd, zelfs de klokken. Toen de Saracenen, die op de vlucht waren, bij Punta Campanella aankwamen (volgens de overlevering op 14 februari, de dag van San Antoninus), kwamen ze in een storm terecht die het schip deed zinken. Er wordt ook gezegd dat elk jaar op Valentijnsdag de gestolen klok, waaraan de punt zijn naam te danken heeft, van de bodem van de zee tolt.